# 卡拉哈艾
卡拉哈艾（阿美語：kalaha'ay），又稱卡拉哈（kalaha），是台灣阿美族傳說中的一種妖怪，會使人生病。

## 簡述
卡拉哈艾是來自於人的亡靈，由於死後無人供養而成為了惡靈。傳說它們出沒的時候會發出「哈哈哈」的笑聲音，並且會讓聽到的人生病。

## 地點
卡拉哈艾出沒的地點主要在住在河川的小支流 (ci'ci'）裡，但也有說法認為是野生的竹林、旱田、或是它們為海中妖怪的說法。